# Sachsenring (przedsiębiorstwo)

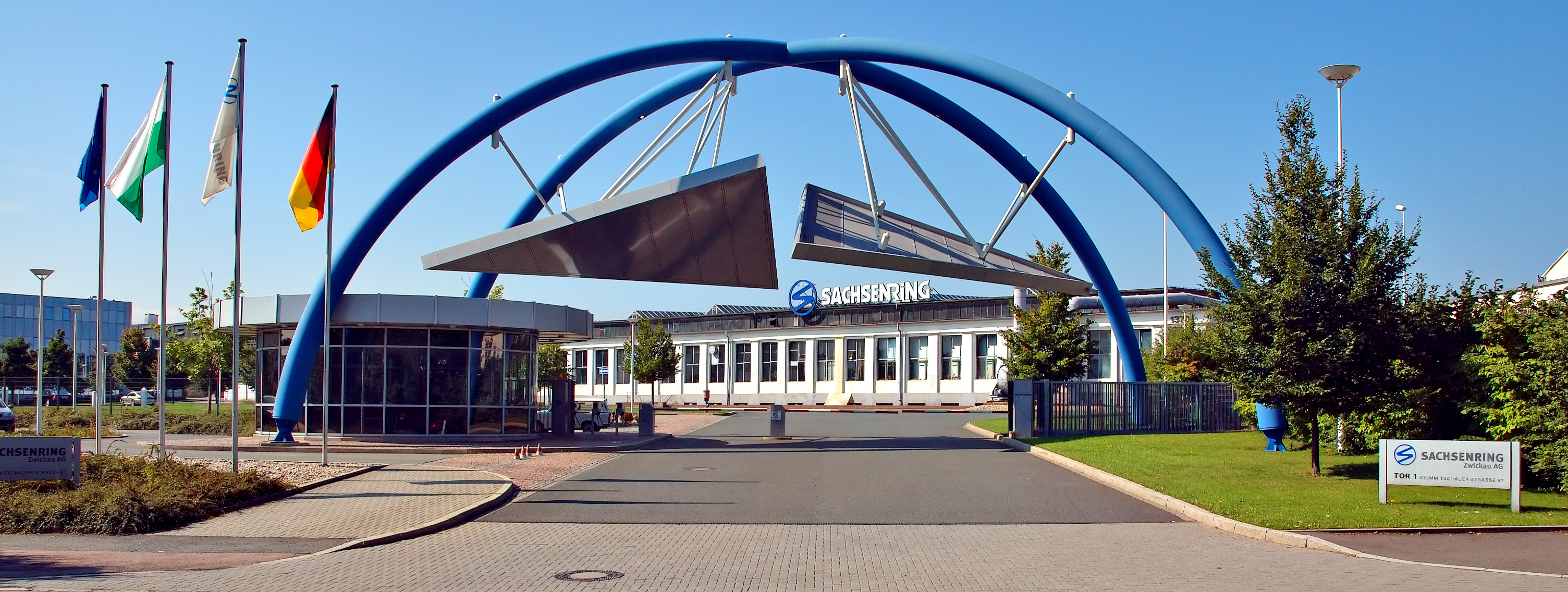
Budynki przedsiębiorstwa Sachsenring

HQM Sachsenring GmbH – niemieckie (do 1990 roku wschodnioniemieckie) przedsiębiorstwo specjalizujące się w produkcji części dla przemysłu samochodowego, zlokalizowane w Zwickau w Niemczech. W czasach NRD jako przedsiębiorstwo państwowe VEB Sachsenring Automobilwerke Zwickau produkowało m.in. samochody Trabant.

## Historia i opis przedsiębiorstwa
Historia przedsiębiorstwa zaczęła się, kiedy August Horch przeniósł w 1904 roku produkcję samochodów do Zwickau. W 1909 roku po kłopotach finansowych i problemach w zarządzie odszedł ze spółki i założył kolejne przedsiębiorstwo o nazwie August Horch Automobilwerke GmbH, jednak po wyroku sądu musiał zmienić nazwę na Audi Automobilwerke GmbH. W 1932 roku w wyniku kryzysu DKW oraz jego spółka – córka Audi, łącząc się z zakładami Horch i Wanderer, weszło do spółki Auto Union z siedzibą w Chemnitz.
Po II wojnie światowej Auto Union AG rozpłynęło się w strefie okupowanej przez Sowietów. Samo Auto Union zostało na nowo zarejestrowane w strefie okupowanej przez aliantów zachodnich, natomiast fabryki pozostałe we wschodnich Niemczech zostały upaństwowione i zmieniły swoje nazwy, odpowiednio Horch na VEB Sachsenring Zwickau, a Audi na VEB Automobilwerk Zwickau. W byłych zakładach Audi rozpoczęto produkcję samochodów DKW F8 pod nazwą IFA F8. Rok później rozpoczęto produkcję samochodów IFA F9, którego produkcja w Zwickau trwała do 1953 roku, a następnie została przeniesiona do zakładów Wartburga w Eisenach. W zakładach VEB Sachsenring (dawny Horch) ruszyła produkcja samochodów ciężarowych, a w 1955 roku limuzyny Sachsenring P240, której do 1959 roku powstało 1382 egzemplarze. W tym samym roku w VEB Automobilwerk Zwickau ruszyła produkcja protoplasty Trabanta – AWZ P70.
W 1957 roku wykonano pierwszą serię 50 egzemplarzy Trabanta P50, a rok później ruszyła produkcja seryjna. 1 maja 1958 roku zakłady VEB Automobilwerk Zwickau oraz VEB Sachsenring Zwickau połączono w jeden kombinat o nazwie VEB Sachsenring Automobilwerke Zwickau, by umożliwić produkcję wielkoseryjną. Zakłady otrzymały przy tym znak fabryczny w formie stylizowanej litery S, nawiązującej kształtem do toru wyścigowego Sachsenring. Produkcję pojazdów ciężarowych przeniesiono do Werdau. W 1969 roku z okazji 20-lecia Niemieckiej Republiki Demokratycznej zbudowano dla NVA 2 (lub według innych źródeł 5) egzemplarze Sachsenring P240 Repräsentant w kooperacji z VEB Karosseriewerk Drezno (nadwozia). Głównym produktem fabryki do 1991 roku pozostawał Trabant, który przechodził w czasie produkcji kilka modernizacji.
W lipcu 1990 roku zakłady przemianowano na Sachsenring Automobilwerke GmbH. Po zakończeniu produkcji Trabanta zakłady w których powstawał (byłe VEB Automobilwerk Zwickau) przejął Volkswagen, a Sachsenring (byłe VEB Sachsenring Zwickau) stało się producentem części dla przemysłu samochodowego. Po trzech latach balansowania na krawędzi bankructwa Sachsenring AG w lutym 2006 roku została kupiona przez Härterei und Qualitätsmanagement GmbH (HQM) z Lipska.

## Modele samochodów osobowych
- IFA F8 (1949–1955) – 25 tys. (liczba wyprodukowanych egzemplarzy)
- IFA F9 (1950–1953) – 1880
- Sachsenring P240 (1955–1959) – 1382 + 5 Sachsenring P240 Repräsentant (w 1969 r.)
- AWZ P70 (1955–1959) – 36 151
- Trabant (1957–1991) – 3 096 099

## Galeria

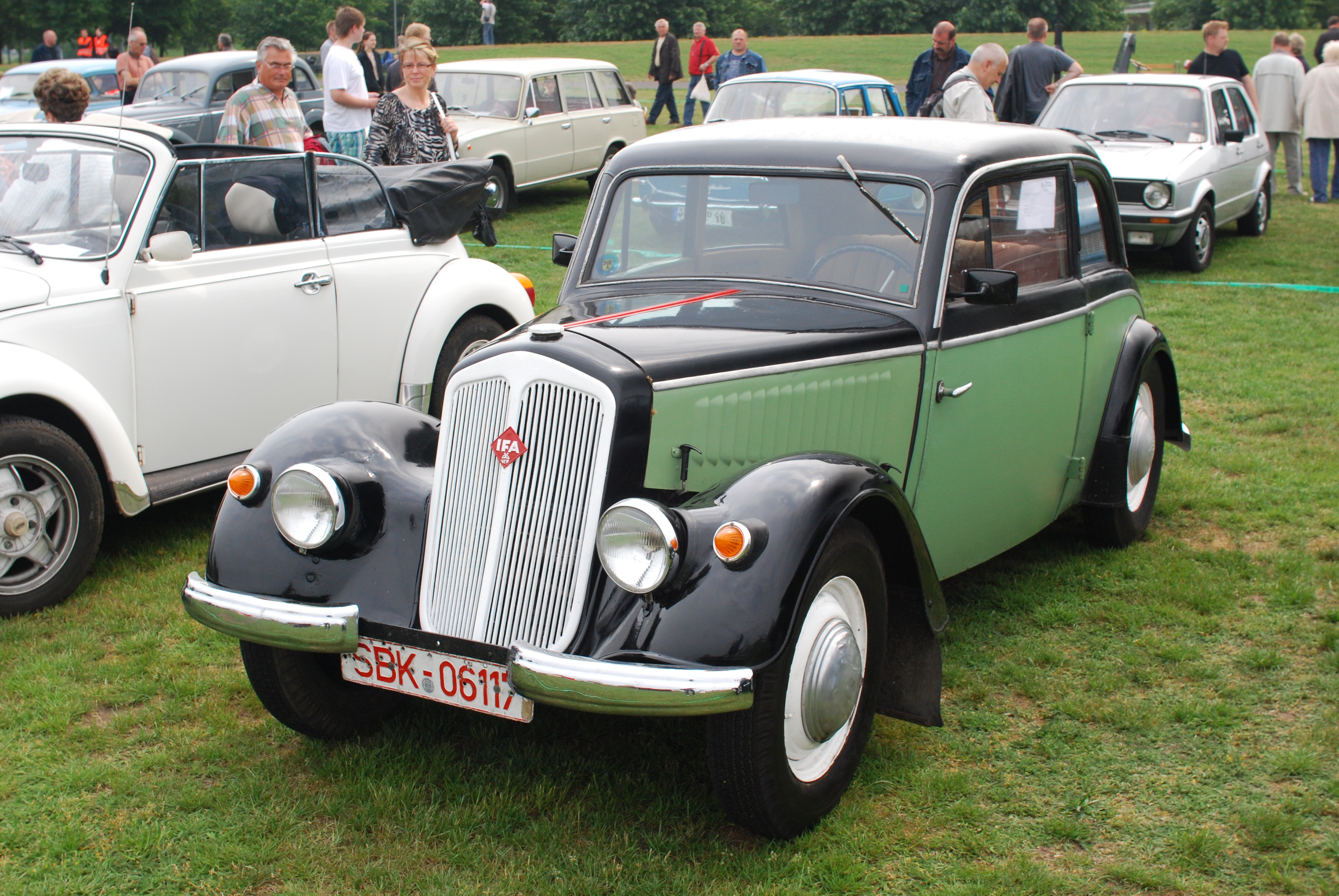
IFA F8
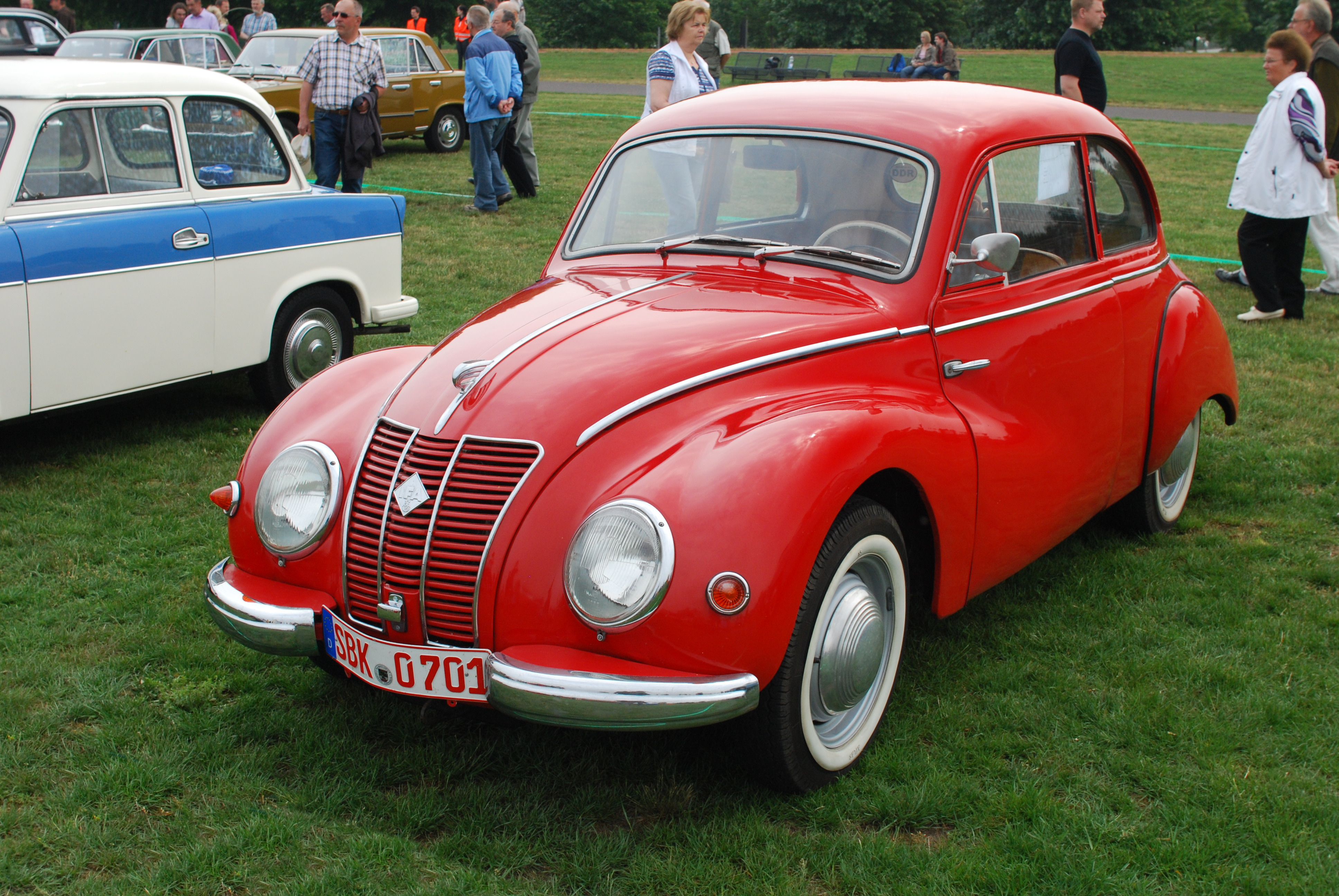
IFA F9
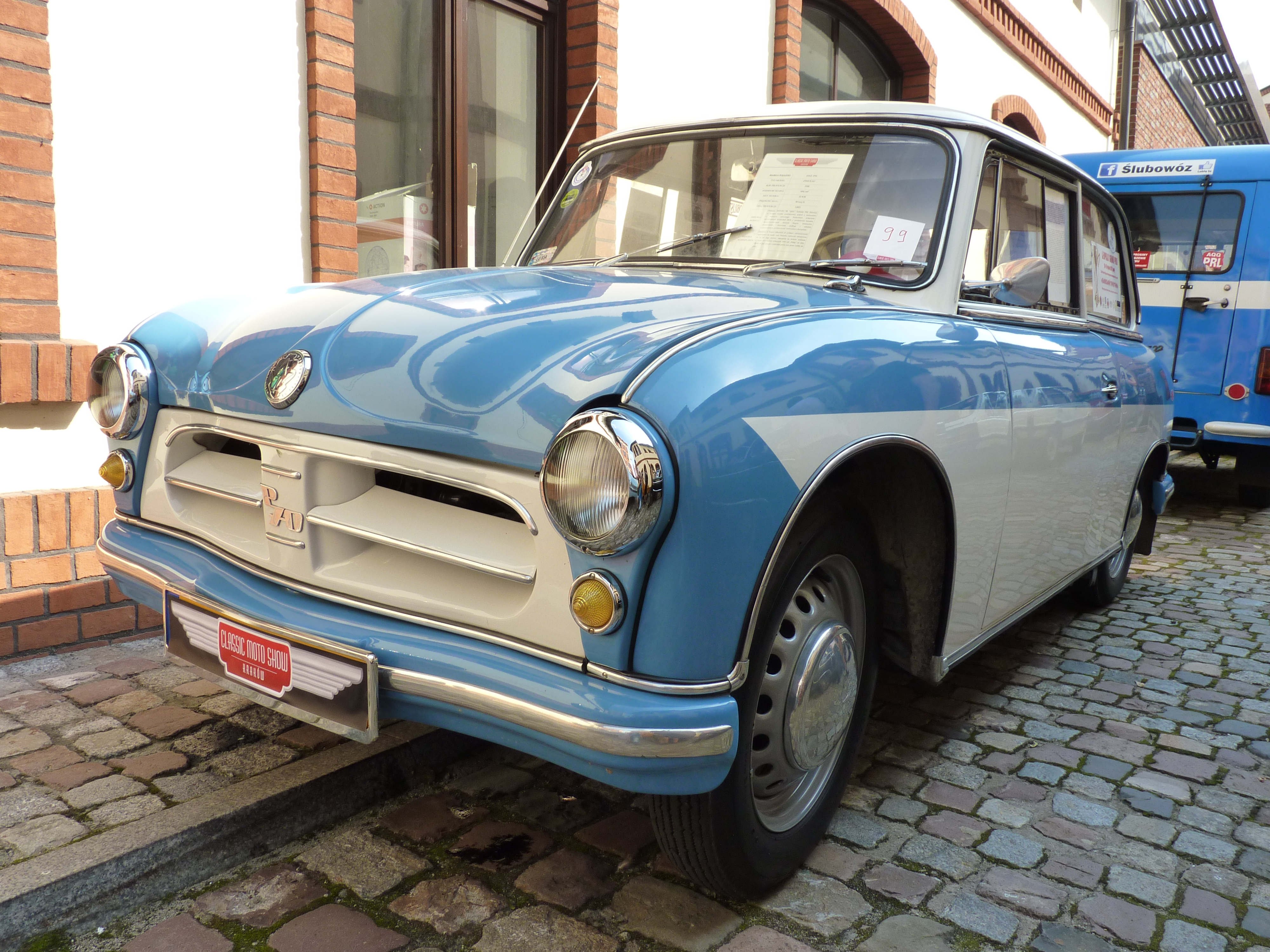
AWZ P70
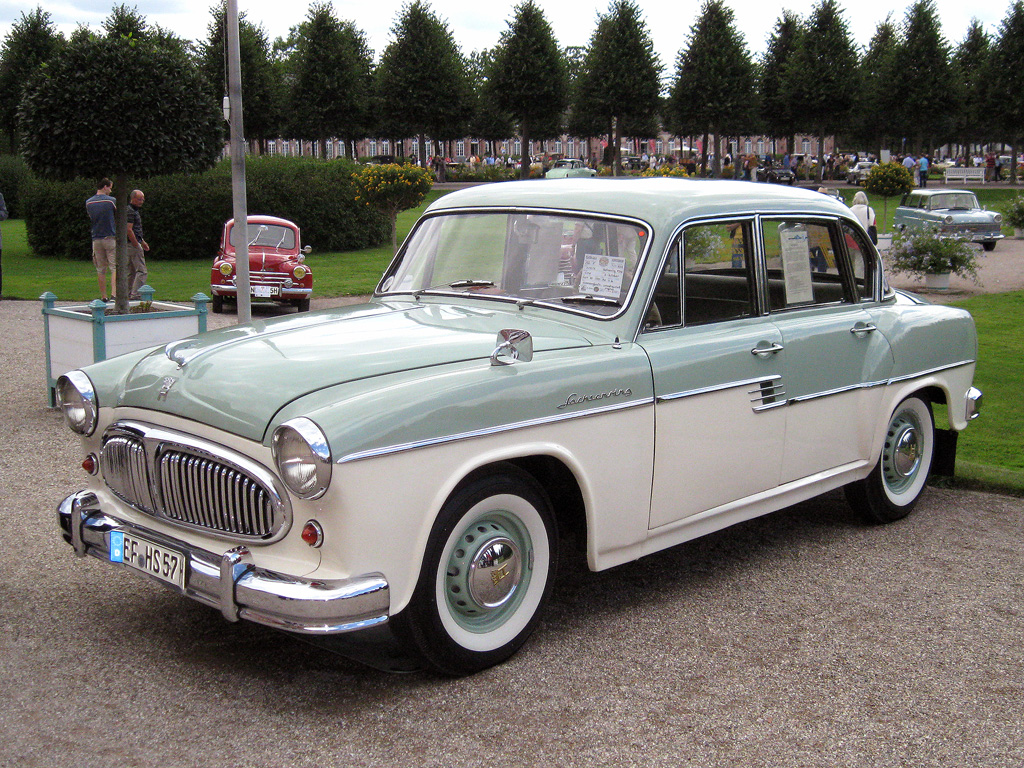
Sachsenring P240
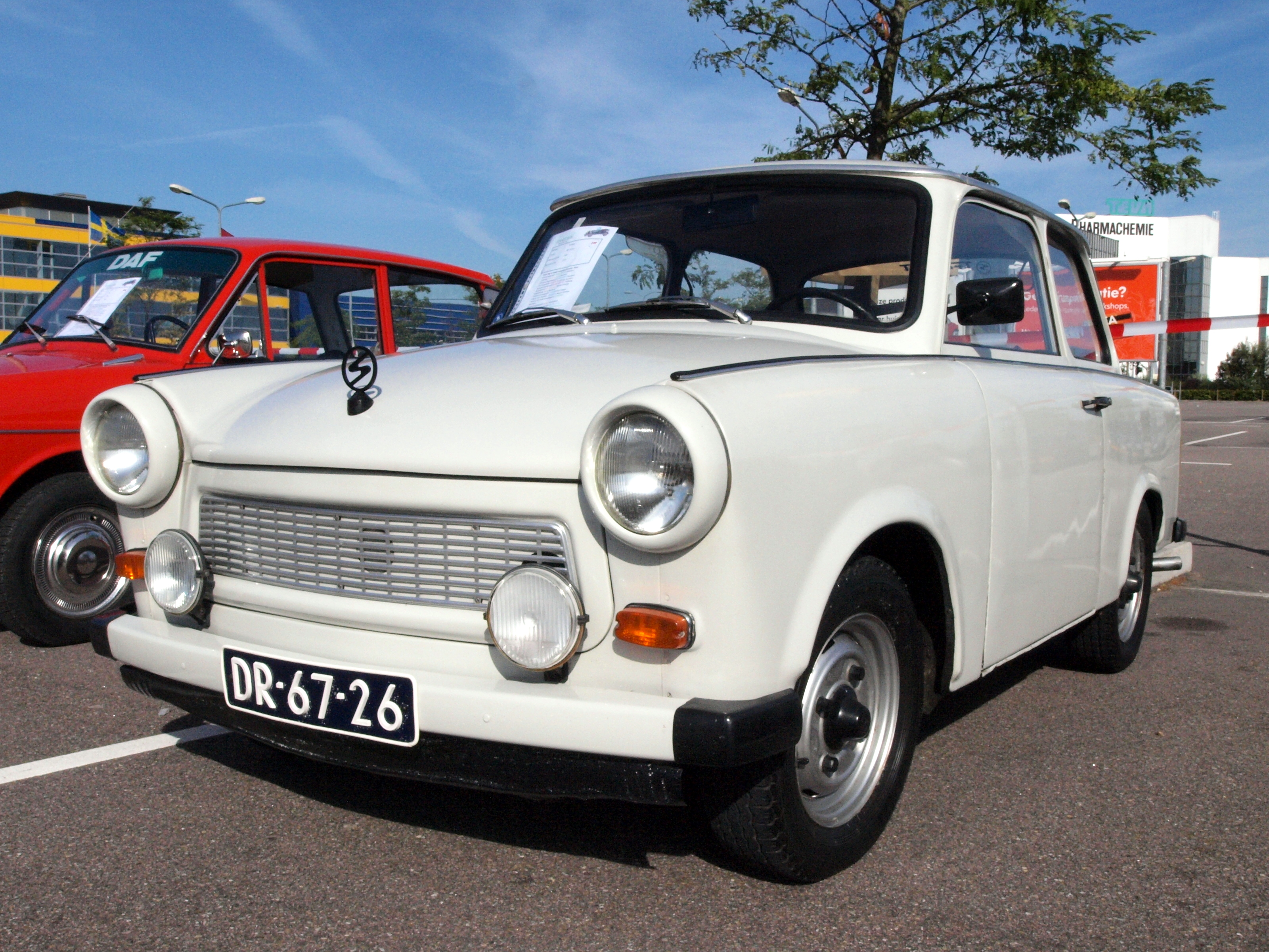
Trabant 601
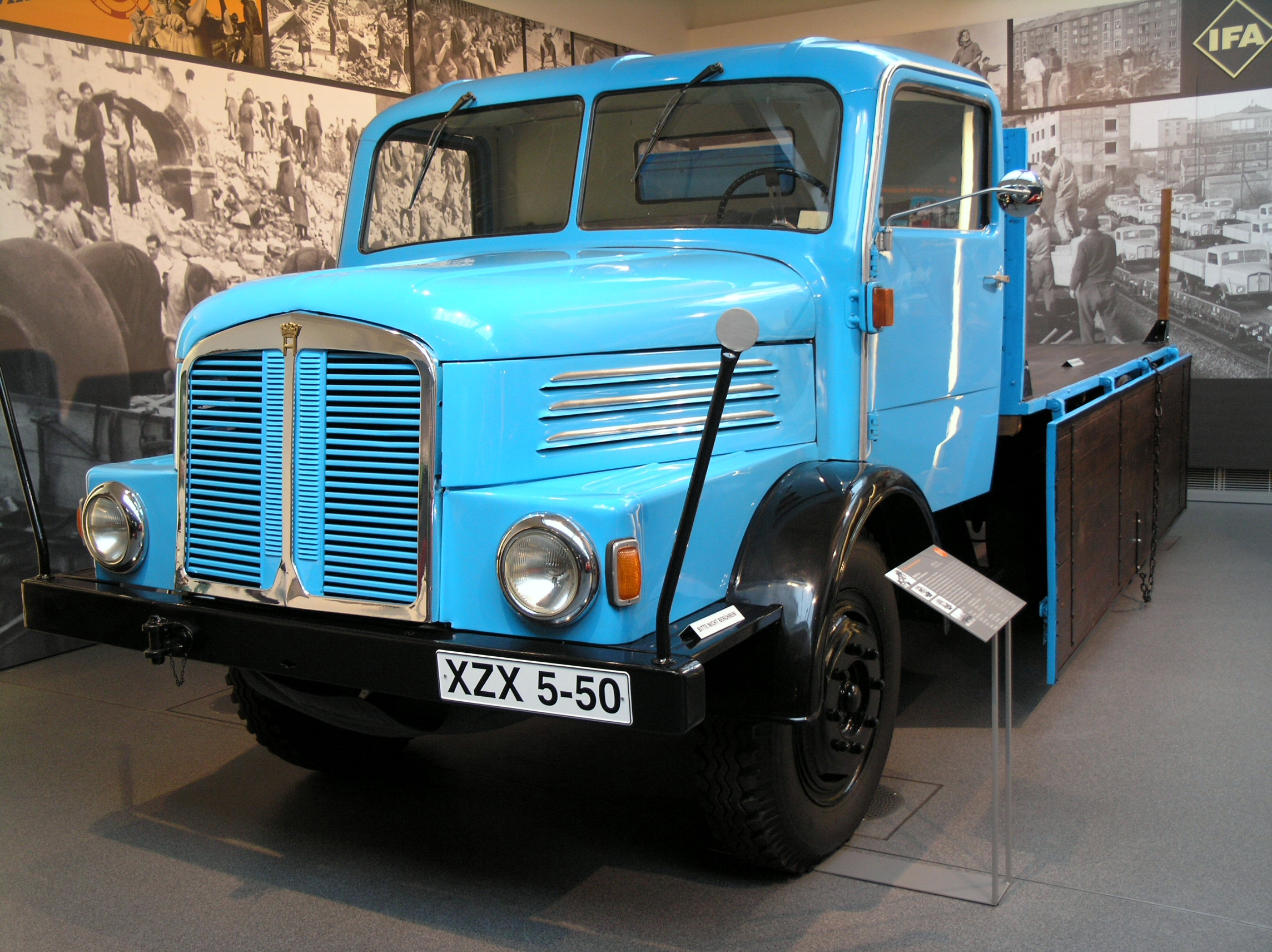
IFA/Horch H3A